# Liljewall arkitekter

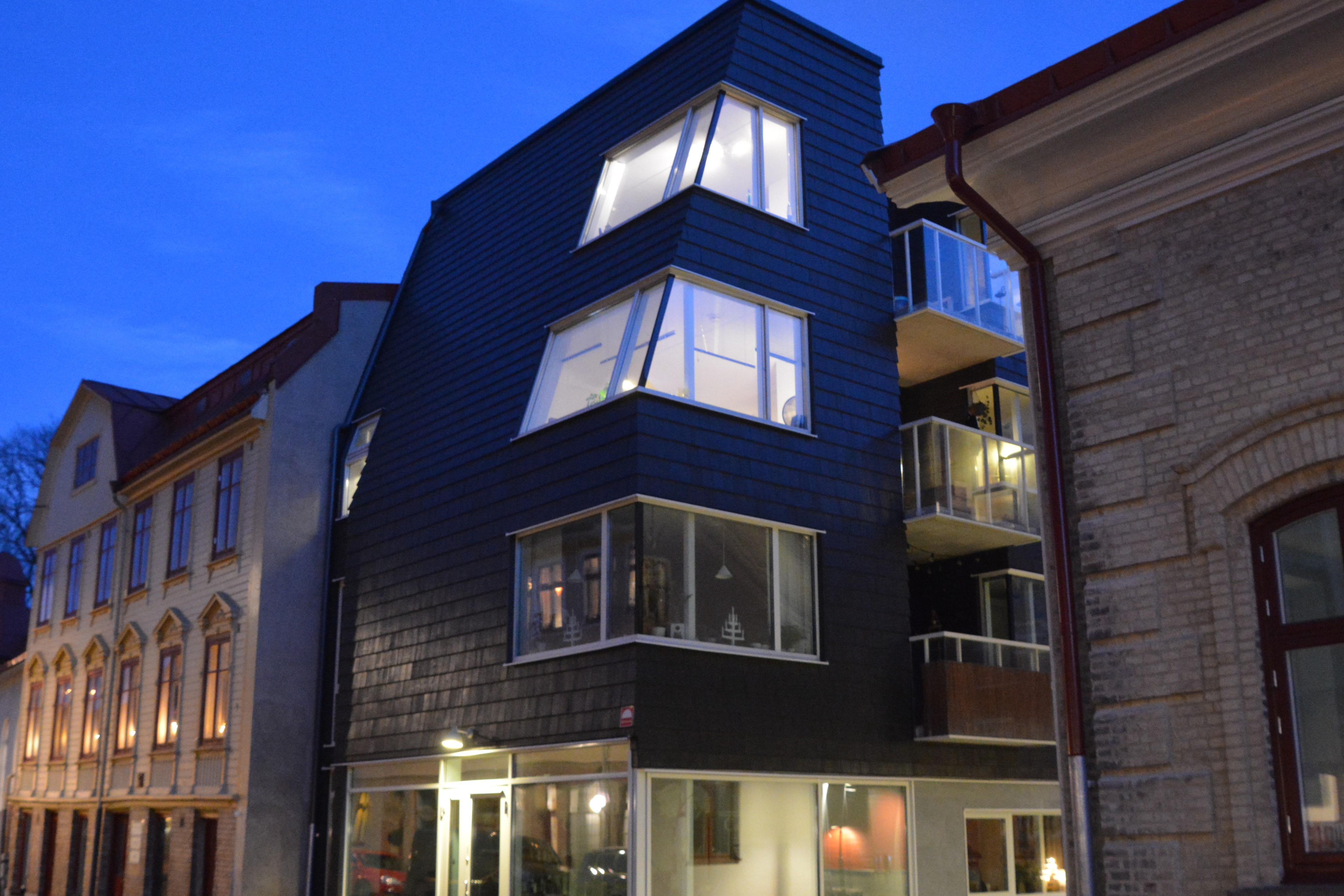
Åhmanssonska gården vid Allmänna vägen i Majorna i Göteborg

Liljewall är ett svenskt arkitektkontor i Göteborg, Stockholm och Malmö som grundades 1980 av Christer Liljewall, Leif Blomkvist, Bjarni Ingvason och Lars-Erik Karlsson. Tidigare fanns även en filial i Buenos Aires. År 2024 är företaget helt medarbetarägt. Verksamheten omfattar planering och gestaltning av stadsplanering, hus och inredning.

## Projekt i urval
| - Kontorshuset Aurora Lindholmen, Göteborg - Herrestaskolan, Järfälla - Tetraedern, Växjö - Kraftvärmeverk Torsvik, Jönköping - SKF:s huvudkontor, Göteborg - Kunskapshuset, Gällivare - Sköndalsvillan, Tyresö - Cyan Racing, Mölndal | - Kraftvärmeverk Riskulla, Mölndal - Ericsson Lindholmspiren, Göteborg - Bäckahagens skola, Bandhagen - Carpe Futurum, Uppsala - Kv Spina, Axis och Atlas, GoCo, Mölndal - Kraftvärmeverk Rya, Hisingen - Östra Gårdsten, Angered | - Torparängens park, Växjö - Åbybadet, Mölndal - Hus D1, Länssjukhuset Ryhov, Jönköping - Förlossning- och neonatalavdelning, Östra sjukhuset, Göteborg - Kv Mejeristen, Hållbarheten och Kedjan, Kallebäcks terrasser, Göteborg - Kvarteret Borgen, Halmstad - Åhmanssonska gården, Allmänna vägen, Göteborg |

## Utmärkelser i urval
| Guldstolen 2021, Kunskapshuset Gällivare |